# 中華人民共和国侵権責任法
中華人民共和国侵権責任法（ちゅうかじんみんきょうわこくしんけんせきにんほう）とは、中華人民共和国の民事に関する基本的な法律であり、契約関係にない者の間における民事上の権利・利益を侵害した場合に負わなければならない責任について規律する法律であり、製造物責任、交通事故や医療事故、環境汚染、建物の倒壊といった日常のリスクが引き起こす様々な損害を誰にどのように負担させるかを定めたものである。日本法の不法行為法にあたる。中華人民共和国民法の制定に伴い、2021年1月1日をもって廃止される。

## 概要
本法は、全12章、計92条からなる。第1章「一般規定（一般规定）」（第1条から第5条）、第2章「責任の構成と責任の方式（责任构成和责任方式）」（第6条から第25条）、第3章「免責および責任軽減事由（不承担责任和减轻责任的情形）」（第26条から第31条）、第4章「責任主体に関する特別規定（关于责任主体的特殊规定）」（第32条から第40条）、第5章「産品責任（产品责任）」（第41条から第47条）、第6章「自動車交通事故責任（机动车交通事故责任）」（第48条から第53条）、第7章「医療損害責任（医疗损害责任）」（第54条から第64条）、第8章「環境汚染責任（环境污染责任）」（第65条から第68条）、第9章「高度危険責任（高度危险责任）」（第69条から第77条）、第10章「飼育動物損害責任（饲养动物损害责任）」（第78条から第84条）、第11章「物件損害責任（物件损害责任）」（第85条から第91条）、第12章「附則（附則）」（第92条）である。

## 沿革
本法成立前の不法行為は「中華人民共和国民法通則」の第6章および特別法に定められていたが、実務・学説上で見解が大きく分かれる部分が多かった。そこで最高人民法院は、「民事不法行為精神賠償責任の確定に関する若干の問題の解釈」や「人身損害賠償事件の審理の法律適用に関する若干の問題の解釈」という2つの司法解釈を公布し、一定の指針を示していた。2009年12月26日の11期全国人大常務委員会12回会議で本侵権責任法が採択され、2010年7月1日から施行された。本法は、実質的な民法の一部をなし、基本的な法律に属するため全国人大全体会議で制定すべきもだが、常設機関たる常務委員会での制定されたことはやや意外であった。実際にも常務委員会での採択に反対する意見も最後まであった。しかし、本法は民法通則を基礎として、それを修正、拡充するものであることを理由として、常務委員会での採択に問題ないとする王勝明・法制工作委員会副主任の意見により、やや強引に常務委員会での突然の採択となった。本法が様々な部門の利益にかかわる問題を含んでいることから、物権法のときのような予期せぬ論争を引き起こすのを避ける措置であると推察される。立法段階では、日本法をはじめとする不法行為法とするか「侵権責任法」とするか議論となっていた。また、本法の法令名が「侵権責任法」に落ち着いた理由として、不法行為法は過失責任が強調されるが、現代社会ではむしろ結果に対する責任が強調されることがあげられている。

## 本法の立法構想
一般規定として、立法目的（第1条）、適用範囲（第2条）、被権利侵害者の請求権（第3条）、権利侵害責任の優先（第4条）、権利侵害責任とその他の法律の関係が明記されている。これらにつき留意点として、まず、本法は損害結果の賠償だけでなく、権利侵害行為の予防と制裁、社会の調和安定を目的とし、本法の特色をなす公平原則とも密接に関係する。本法の適用範囲に関しては第2条第1項で「民事権益を侵害した時は、本法にもとづき権利侵害責任を負わなければならない」と定める。しかし、もともと2002年の全国人大常務委員会で審議された民法草案第八編権利侵害責任法第8条では、「他人の人身、財産を侵害し、損害をもたらしたときは、権利侵害者は損失を賠償しなければならない」としていた。この2002年の草案の立法構想の根底には、権利侵害行為を債権債務の発生原因、すなわち損害賠償の債権としてとらえる発想があった。しかし、現行侵権責任法は、本法の本質は民事責任であって、債権債務ではないとの立法構想にもとづく。民事権益の内容は「生命権、健康権、氏名権、名誉権、肖像権、プライバシー権、後見権、所有権、用益物権、担保物権、著作権、専利権、商標専用権、株主権、相続権等の人身、財産権が含まれる。」（第2条第1項）。

## 帰責原則
まず、第6条第1項は、「行為者が故意・過失により他人の民事権益を侵害し、損害を生じさせたときは、権利侵害責任を負わなければならない。」と規定する（過失責任の原則）。法律に過失推定あるいは無過失責任の規定がない限り過失責任原則が適用されるわけであるから、過失責任原則が一般的帰責原則をなす。これに対して、第7条は「行為者が他人の民事権益を侵害し損害を生じさせ、行為者に故意・過失があるか否かを問わず、法律が権利侵害責任を負わなければならないと定めるときは、その規定による」と無過失責任を規定する。この無過失責任の理解を巡っては諸説ある。その1は、加害者の過失を問うことなく、法律が民事責任を定めている場合に、行為者がそのもたらした損害に対して民事責任を負うことであるとする通説である。その2は、加害者の過失の有無のみならず、被害者の過失をも考慮しない絶対責任のことであるとする説である。その3は、無過失責任とは、加害者に主観的に過失がないときに負わせる責任で、過失があるときは過失責任によるべきだとする説である。

## 権利侵害責任の負担方式
本法は民法通則を踏襲して、<1>侵害の停止、<2>妨害の排除、<3>危険の除去、<4>財産の返還、<5>原状回復、<6>謝罪、<7>損害賠償、<8>影響の除去と名誉回復を掲げる（第15条）。日本民法が損害賠償それも金銭賠償を原則とし、その特側として金銭賠償以外の名誉回復処分のみを掲げるのとは顕著な違いがある。中国が権利侵害責任を、日本の不法行為責任法ように債権の一分野としてのみ位置付けず、債権法としての不法行為法と物権法上の物権的請求権双方を合わせ有することの表れである。損害賠償に関しても損害の賠償の補填を原則とするが、本法第47条は、「製品に欠陥があることを明らかに知っていながら、なお生産、販売を行い他人を死亡させ、または健康に重大な損害を生じさせたときには、被権利侵害者は相応する懲罰的賠償を求める権利を有する。」として、懲罰的機能を明文上認めている。この規定は、2008年に発生した「三鹿粉ミルク事件」という大事件が世間を騒がせ、製造物責任に対する社会の目が厳しくなったので、製造物責任に関してのみ懲罰的損害賠償を認めたものである。

## 「同命不同価」問題と本法
本法の条項の中には、インターネットなどで議論の的ともなった実際の個別事件が大きな影響を与えているものもある。制定過程でもっとも注目を集めたのが、いわゆる「同命不同価」問題である。2006年重慶で発生した同一の交通事故で複数の中学生が死亡した事件で、法院が下した死亡損害金に、被害者が都市戸籍か農村戸籍かによって約4倍もの大きな格差があったことで、注目された問題である。本法第17条は、死亡賠償金を同額にしうると定め、命の値段を同等なものとした。